# Duvnäsviken

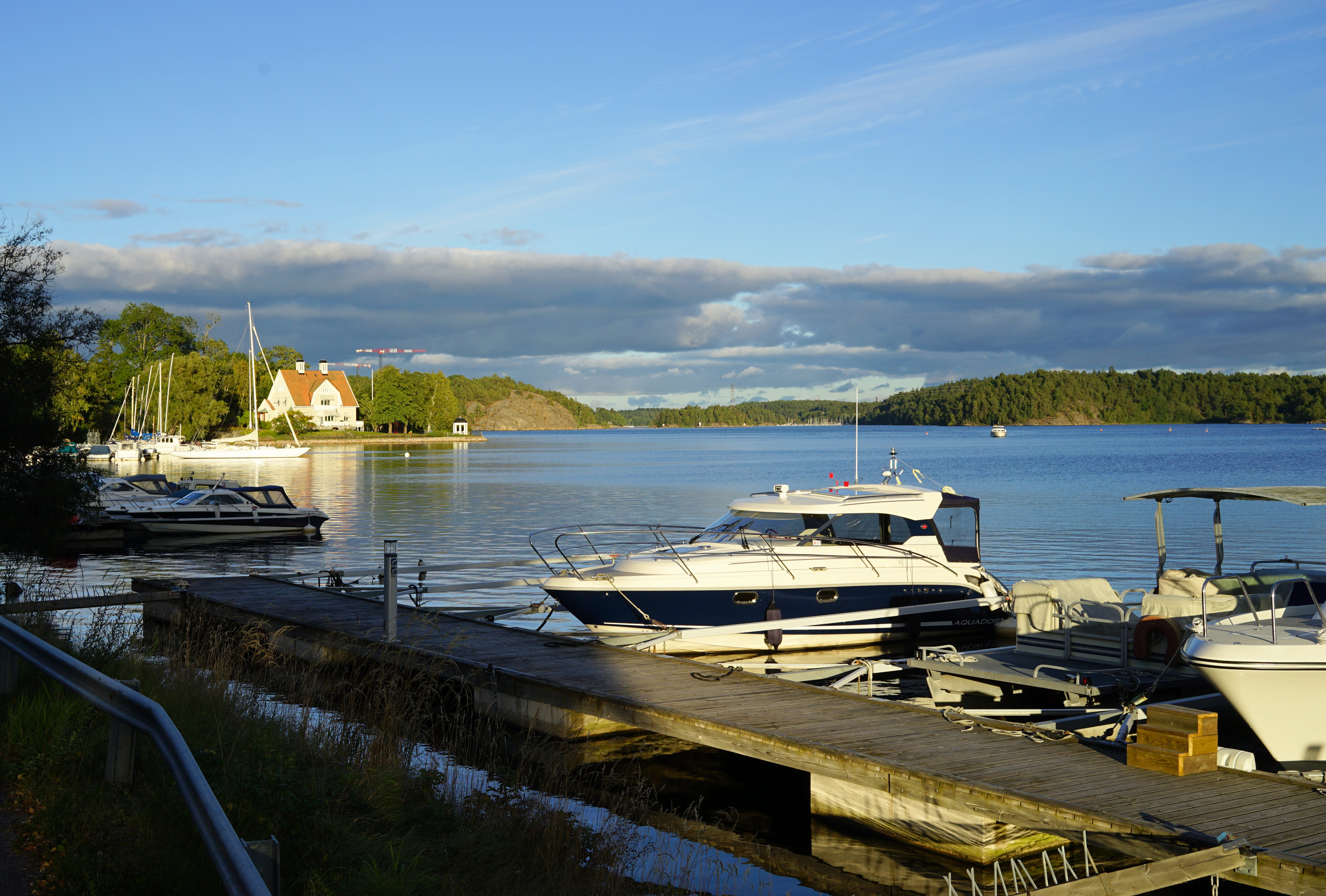
Duvnäsviken sedd österut från Strandpromenaden i Saltsjö-Duvnäs, 2015.

Duvnäsviken är en vik av Skurusundet i Nacka kommun. Den norra delen hör till i Saltsjö-Duvnäs och den södra till fideikommisset Erstavik. Via Skurusundet och Lännerstasundet står Duvnäsviken i kontakt med Östersjön.

## Beskrivning

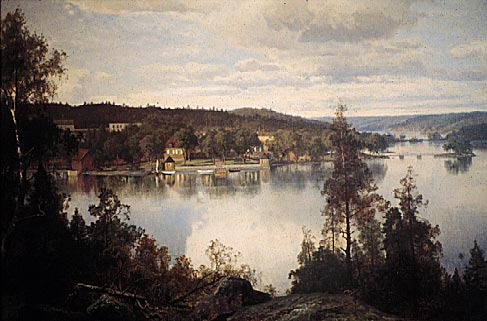
Duvnäsviken sedd mot norr med Duvnäs gård i bakgrunden, oljemålning av Johan Edvard Bergh, 1870-tal.

Trakten kring Duvnäsviken var betydelsefull redan under forntiden när det fanns här en farbar segelled in mot Mälaren. Den gick från Duvnäsviken västerut och genom dagens Kolbottensjön – Järlasjön - Sicklasjön - Hammarby sjö in till Årstaviken och vidare ut till Mälaren. Mot öster gick farleden via dagens Lännerstasundet - Baggensfjärden till Östersjön. Kontakten bröts genom landhöjningen.
Duvnäsviken utgör den sydvästra delen av Skurusundet som här sträcker sig cirka 700 meter inåt land. Vattendjupet är som mest omkring 20 meter. I norr ligger villasamhället Saltsjö-Duvnäs som har sitt namn efter Duvnäs gård vars huvudbebyggelse låg på en udde där Duvnäsviken övergår i Skurusundet. På samma udde ligger villa Majgården från 1909, intill har Duvnäsvikens Marina sin verksamhet och småbåtshamn.
Vid södra sidan ligger bland annat samhället Sågtorp med Morningside Marinas småbåtshamn. Längs Duvnäsvikens södra sida sträcker sig Saltsjöbanan med Saltsjö-Duvnäs station längst in i viken. Här fanns på 1500- och 1600-talen en träkolningsplats som kallades Kolbotten där det sedermera uppfördes ett välkänt värdshus vars läge redovisas på en karta från 1690. Krögaren kunde under 1700-talet räkna flera framstående personer som sina gäster, bland andra Carl Gustaf Tessin och Märta Helena Reenstierna (kallad Årstafrun), som nämner värdshuset i sina dagböcker.
Ett äldre namn på viken är Dufnäs Fladan, där efterleden ”fadan” avser ett vattenområde som blivit avsnörd från havet, men vattenutbyte ännu sker med havet via fladans mynning (se även glosjö).

## Historiska kartor

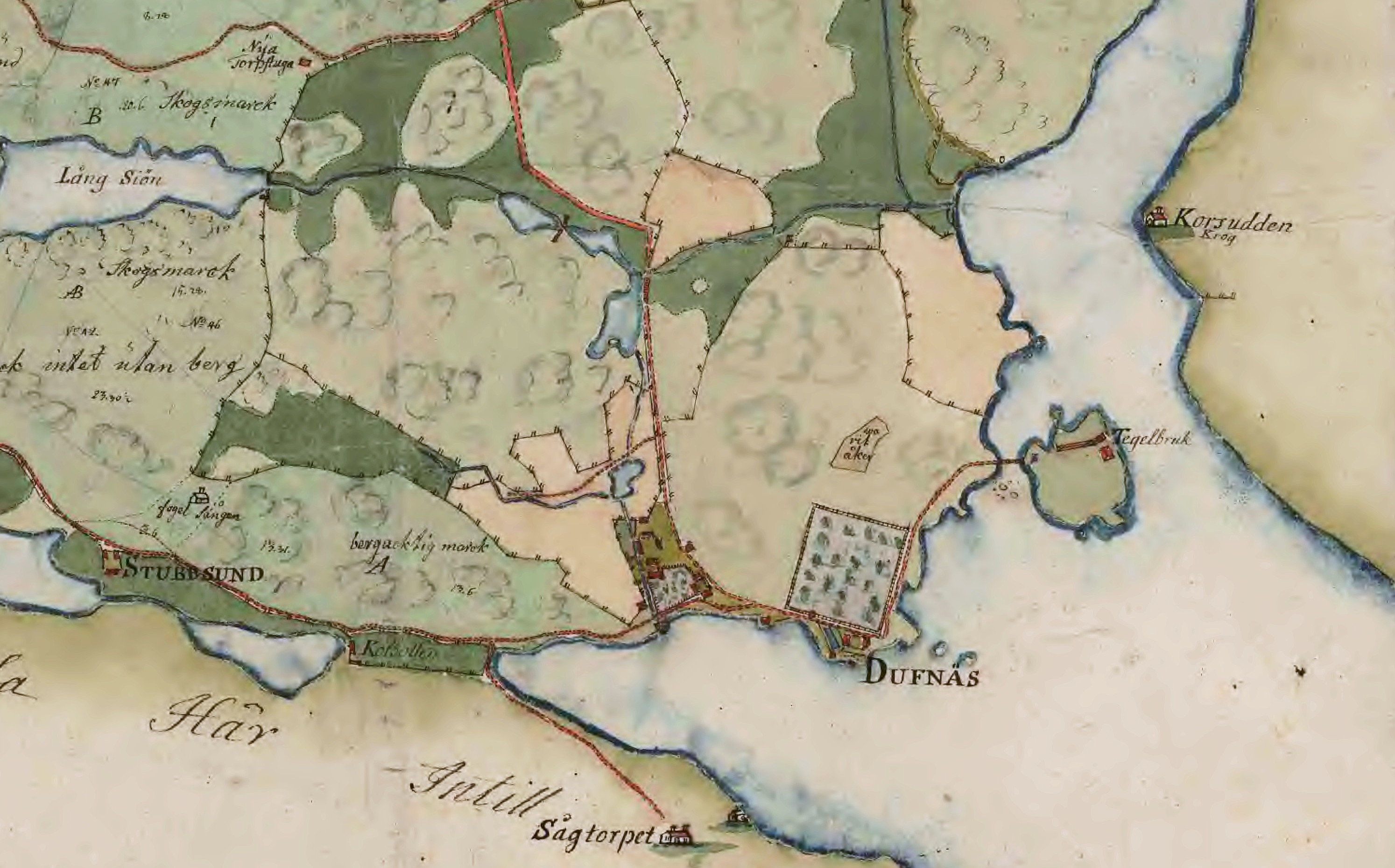
1782.
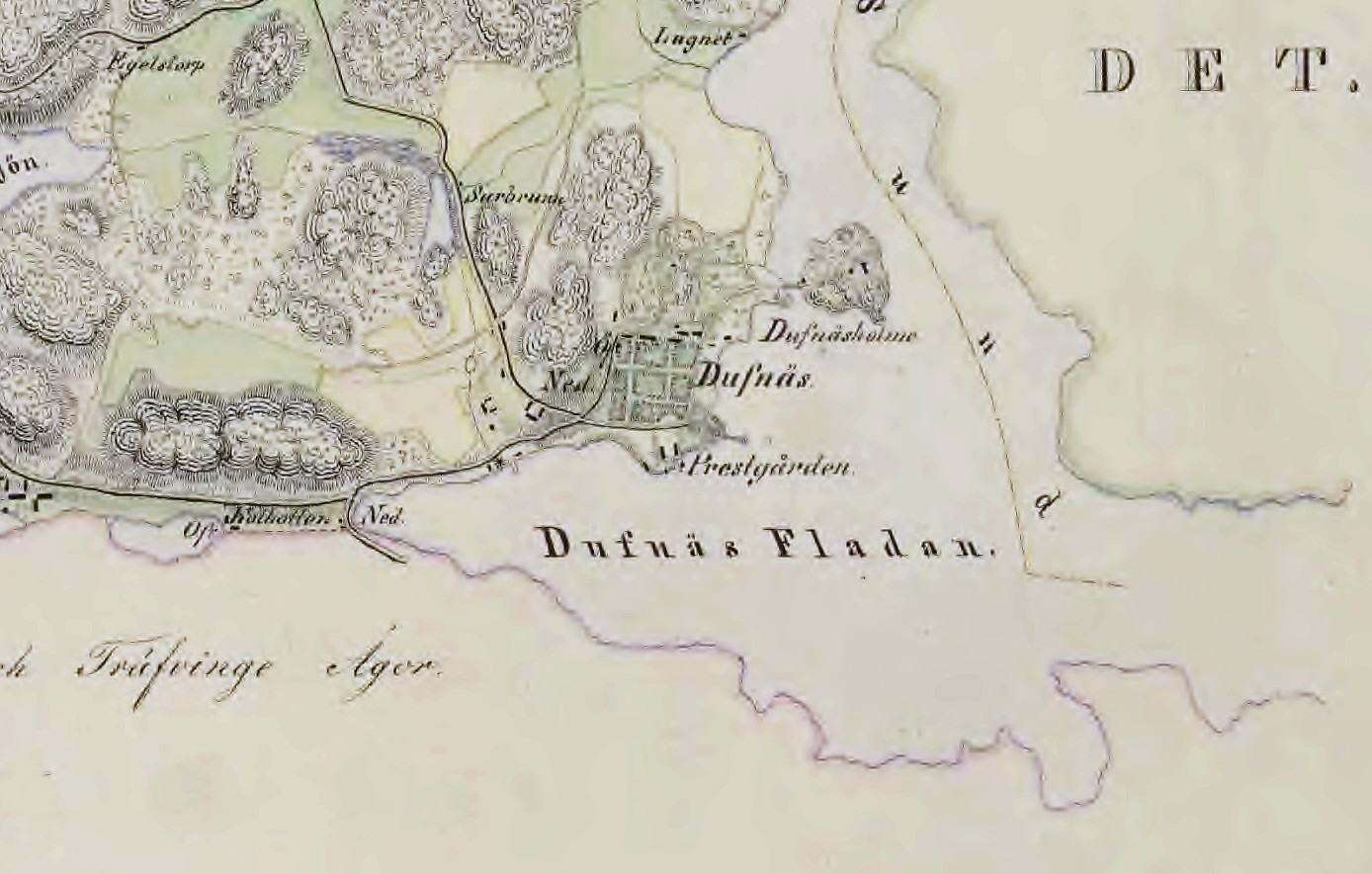
1846.
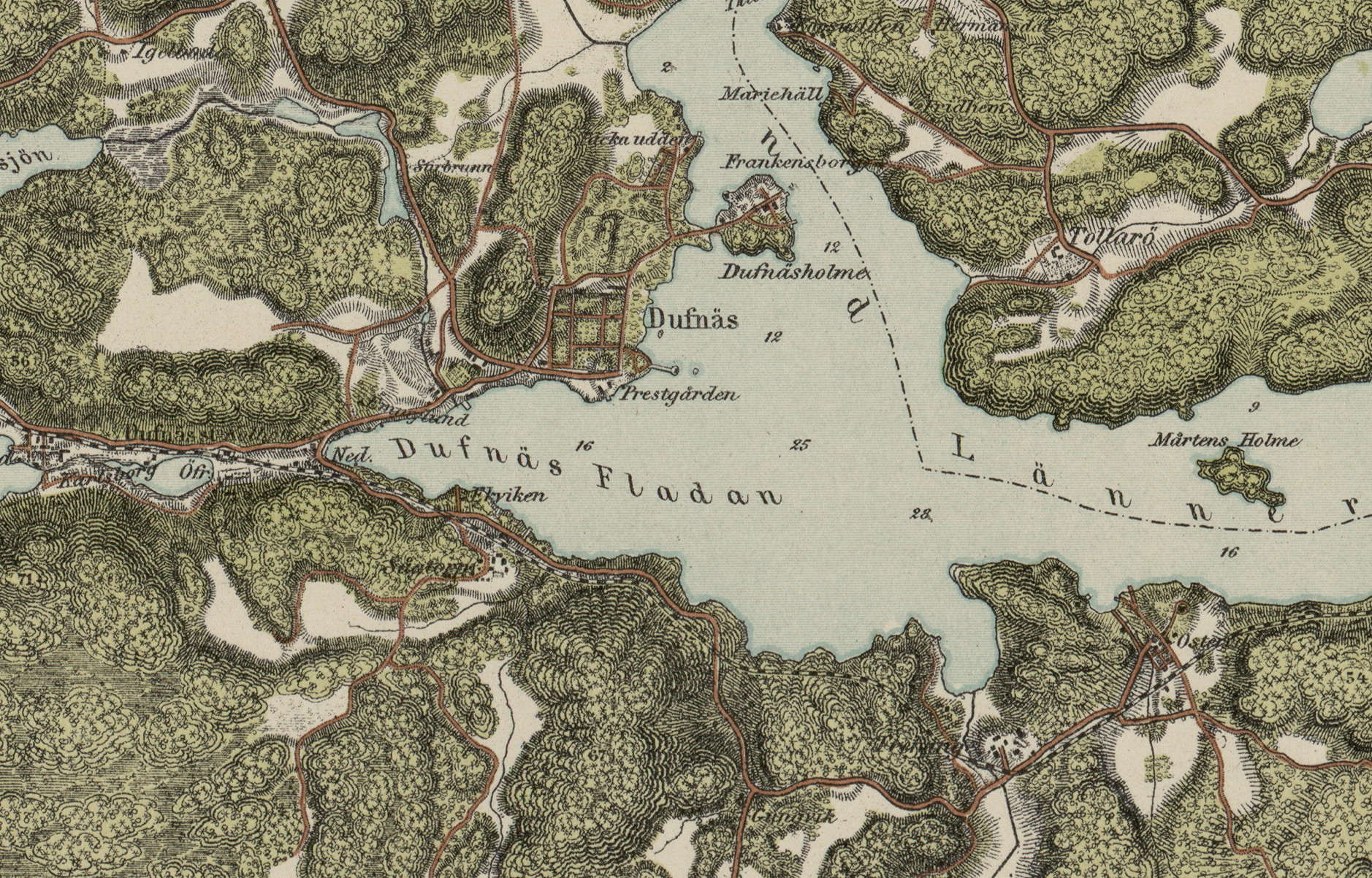
1861.
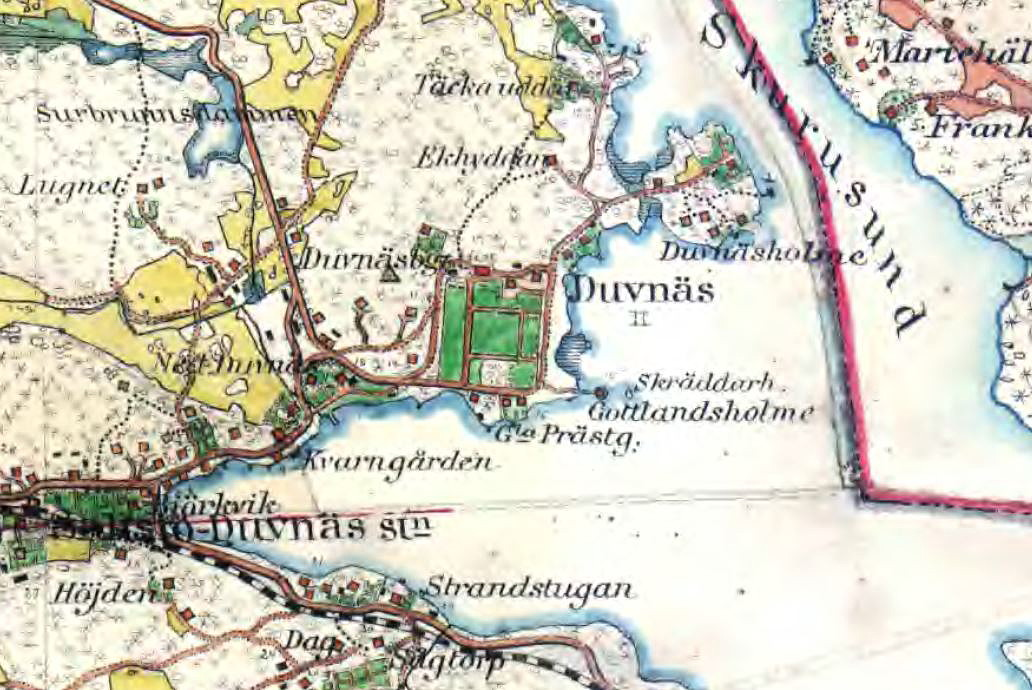
1900.